# 乌戈·坎帕尼亚罗
乌戈·阿曼多·坎帕尼亚罗（Hugo Armando Campagnaro，1980年6月27日—），是一名阿根廷足球运动员，效力于意大利足球甲级联赛球队佩斯卡拉。

## 俱乐部生涯
1998年，坎帕尼亚罗在阿根廷球队莫隆体育开始职业足球生涯，参加阿根廷乙级和丙级足球联赛。2002年，他转会加盟意大利足球甲级联赛球队皮亚琴察。
2007年夏季，坎帕尼亚罗以155万欧元的身价加盟准备参加2007年国际托托杯的桑普多利亚。
2009年7月9日，他转会加盟那不勒斯，身价为700万欧元，其中350万欧元是以那不勒斯出售达尼埃莱·曼尼尼一半所有权的形式完成。 他和那不勒斯签约四年。
2013年7月6日，国际米兰宣布坎帕尼亚罗加盟球队，合同期到2015年6月30日。

## 国家队生涯

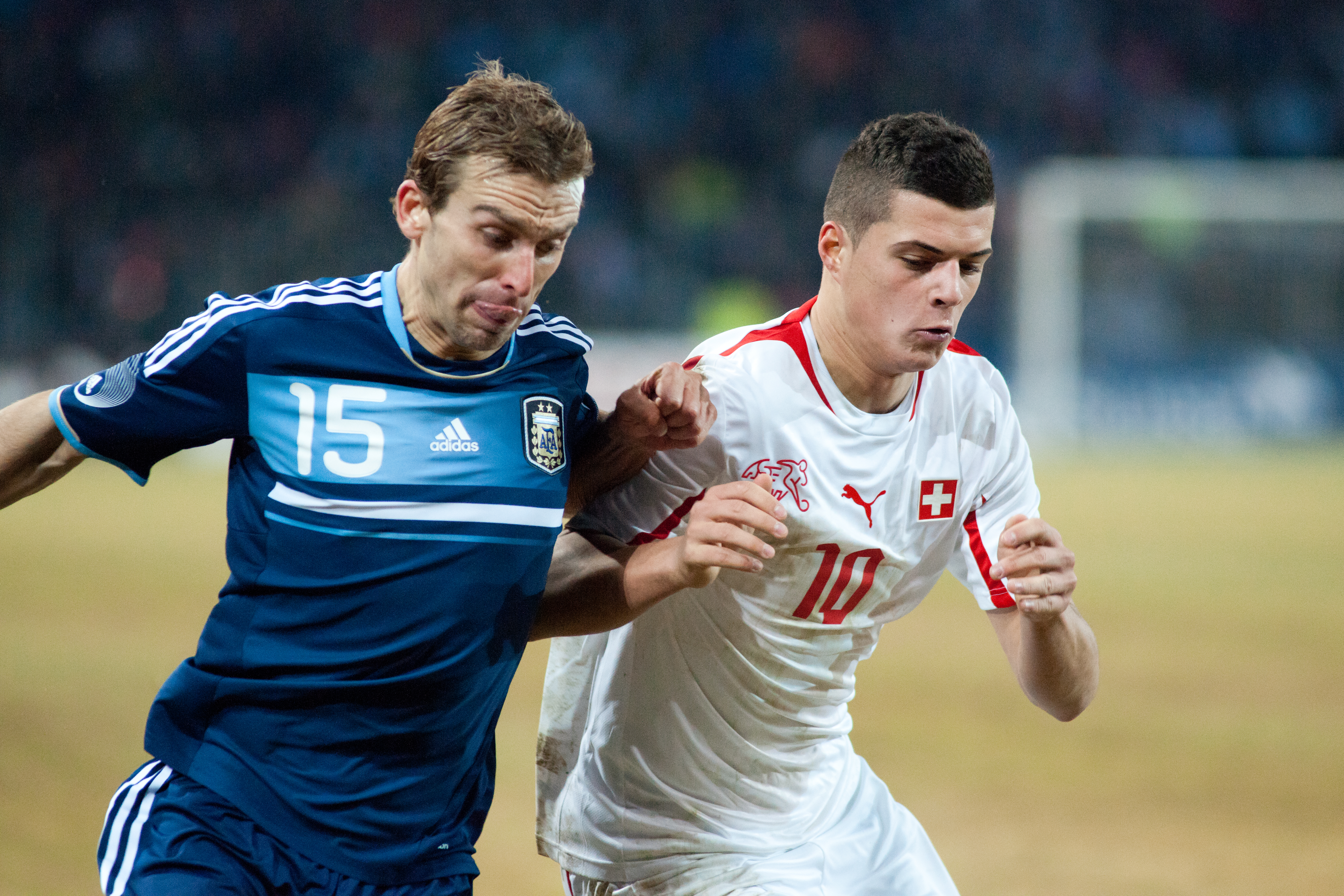
坎帕尼亚罗在和瑞士的比赛上演国家队首秀。

2012年2月29日，32岁的坎帕尼亚罗在阿根廷3比1击败瑞士的国际友谊赛首次代表成年国家队出场。

## 个人生活
2011年6月9日，坎帕尼亚罗在家乡阿根廷科尔多瓦卷入一次严重车祸，最终导致乘坐他汽车的一名乘客和另外一辆汽车的两名乘客死亡。